# Odbojni kot
Odbójni kót je kot med odbitim žarkom in vpadno pravokotnico. Pri odboju svetlobe povezuje odbojni kot z vpadnim odbojni zakon.